# Mugdab
Mugdab (en rus: Мугдаб) és un poble del Daguestan, a Rússia, que en el cens del 2010 tenia 96 habitants. Pertany al districte rural de Gunib.